# Incidente del Bristol Britannia di Globe Air del 1967
Il 20 aprile 1967, un Bristol Britannia della compagnia aerea svizzera Globe Air si schiantò al suolo 3,5 chilometri (2,2 miglia) a sud dell'Aeroporto Internazionale di Nicosia, a Cipro, uccidendo 126 dei 130 passeggeri e membri dell'equipaggio a bordo.

## L'aereo
Il Bristol 175 Britannia 313 con codice di registrazione HB-ITB (numero di matricola 13232) fu prodotto nel 1957, il giorno del disastro aveva completato 6.780 cicli di decollo-atterraggio ed aveva accumulato 20.632 ore di volo.

## Equipaggio
- Comandante Michael E. Müller, 43 anni. Vantava un'esperienza di 8285 ore di volo, di cui 1493 sul Bristol Britannia.
- Copilota Peter Hippenmeyer, 24 anni. Aveva un'esperienza dichiarata di oltre 1.860 ore di volo, di cui 785 su un Bristol Britannia.
- Ingegnere di volo MW Saunders.
- Comandante di riserva H.M. Day, 40 anni. Aveva volato per oltre 9.680 ore, 49 delle quali sul Bristol Britannia.
- Ingegnere di volo di riserva - HJ Geisen.

L'equipaggio era completato da 5 assistenti di volo.

## L'incidente
Il Britannia stava operando un volo charter che trasportava turisti da Bangkok in Thailandia a Basilea in Svizzera, con scali a Colombo, Bombay e Il Cairo. Il volo si fermò a Colombo nello Sri Lanka e poi a Bombay in India, mentre il previsto scalo prima della destinazione finale avrebbe dovuto essere il Cairo, ma l'equipaggio dirottò verso Nicosia a causa del maltempo al Cairo, benché Beirut sarebbe stata una scelta migliore. Anche a Nicosia imperversava un intenso temporale, così i piloti ebbero difficoltà nel trovare la pista 32, assegnata loro dalla torre di controllo. Al secondo tentativo l'aereo si trovò ben al di sopra del percorso di planata, quindi anche i piloti decisero di ritentare, e, secondo lo schema, avrebbero dovuto effettuare una virata a sinistra per far tutto come si deve. Tuttavia, durante la virata alle 1:13, il Britannia, volando a bassa quota, si schiantò contro una collina e fu quasi completamente distrutto (ad eccezione della sezione di coda).
Alla catastrofe sopravvissero 4 persone: 1 membro dell'equipaggio (l'hostess Christa Blümel) e 3 passeggeri (1 svizzero e 2 tedeschi), rispettivamente Peter Femfert, Verena Gysin e Nicolas Pulver; tre di loro rimasero gravemente feriti e furono curati in un ospedale da campo delle Nazioni Unite vicino a Nicosia, mentre il quarto, Nicolas Pulver, fu dichiarato illeso. Ad oggi questo è il peggiore incidente aereo avvenuto a Cipro che coinvolge un Bristol Britannia.

## Indagini
Gli investigatori ciprioti non hanno identificato alcun difetto nell'aereo che avrebbe potuto causare un incidente e le comunicazioni radio tra il controllore del traffico aereo e l'equipaggio erano normali. Allo stesso tempo, non era chiaro il motivo per cui l'equipaggio violò il piano di volo e si è diretto verso un aeroporto alternativo completamente diverso da quello indicato nel piano. Si è inoltre riscontrato che i piloti avevano superato le ore massime di servizio di 2 ore e 47 minuti, e forse anche di 4 ore e 17 minuti. Inoltre, il copilota aveva una licenza di pilota commerciale non valida e in realtà aveva meno di 50 ore di esperienza di volo sul Britannia.

## Conseguenze
L'incidente culminò nel fallimento della Globe Air e la vendita di dipinti che portò al referendum sull'acquisto dei dipinti di Picasso a Basilea nel 1967.